# 1966 en Belgique
Chronologie de la Belgique
- 1962
- 1963
- 1964
- 1965
- 1966
- 1967
- 1968
- 1969
- 1970

Cette page recense des événements qui se sont produits durant l'année 1966 en Belgique.

## Chronologie
- 16 février : 3 800 travailleuses de la Fabrique nationale de Herstal partent en grève pour réclamer un salaire égal à celui des travailleurs qui occupent une fonction similaire[1].
- 13 mars : gouvernement Vanden Boeynants I.

## Culture

### Bande dessinée
- QRN sur Bretzelburg.

### Littérature
- Prix Victor-Rossel : Eugénie De Keyser, La Surface de l'eau.

## Sciences
- Prix Francqui : Henri-Géry Hers (biochimie, UCL).

## Statistiques
- Population totale au 1er janvier 1966 : 9 499 234 habitants[2].